# Condado de Spencer (Indiana)
O Condado de Spencer é um dos 92 condados do estado americano de Indiana. A sede do condado é Rockport, e sua maior cidade é Rockport. O condado possui uma área de 1 039 km² (dos quais 7 km² estão cobertos por água), uma população de 20 391 habitantes, e uma densidade populacional de 20 hab/km² (segundo o censo nacional de 2000). O condado foi fundado em 1818.